# Soluzione finale della Questione ceca

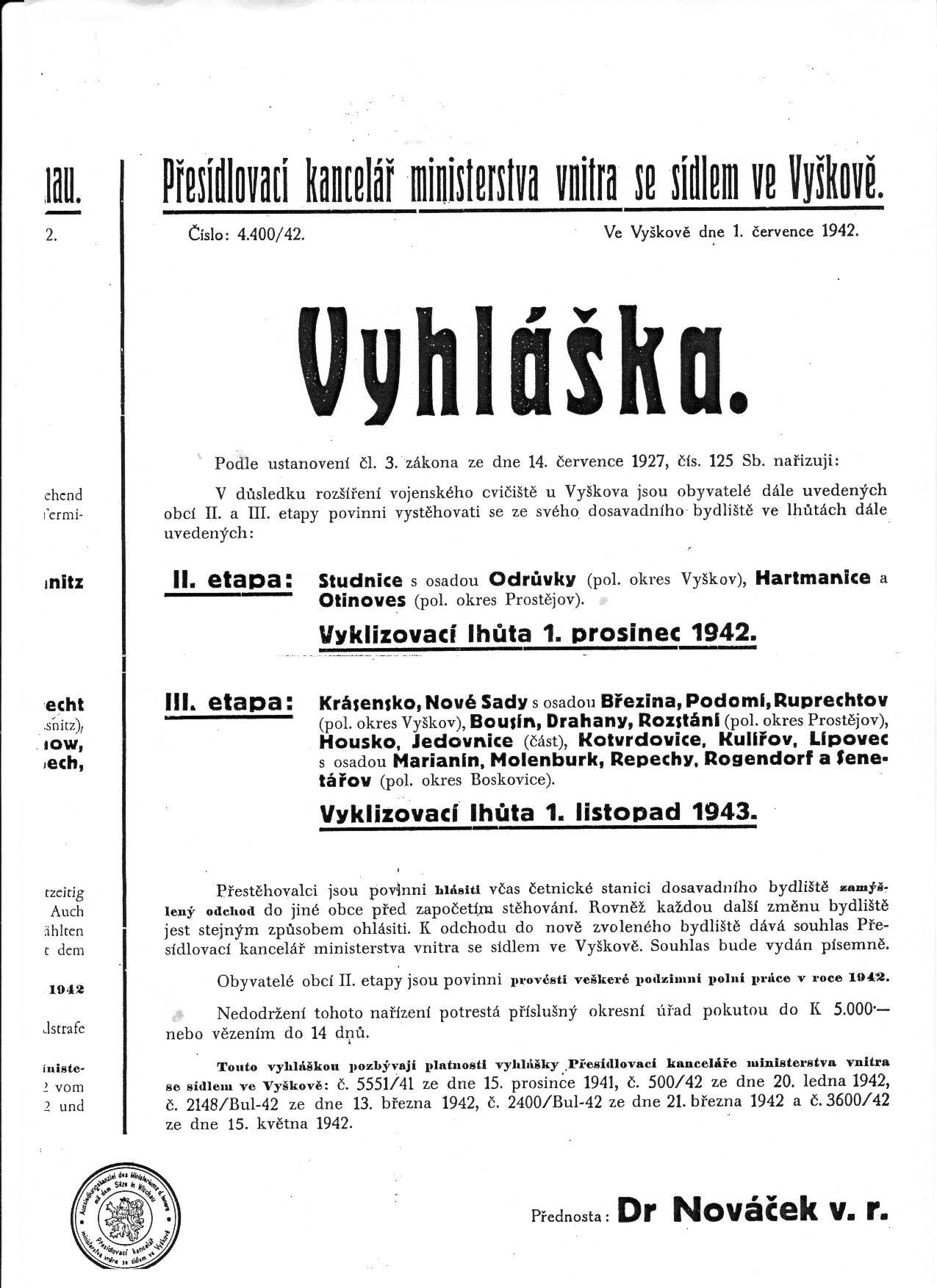
Dichiarazione (versione in lingua ceca) dell'ordine di spostamento di 33 comuni sugli altopiani di Drahan.

La Soluzione Finale della Questione ceca (in tedesco Endlösung der tschechischen Frage) era il piano nazista tedesco per la completa germanizzazione del protettorato di Boemia e Moravia. Il sociologo e antropologo tedesco Karl Valentin Müller affermò che gran parte della nazione ceca fosse di razza ariana e che poteva essere germanizzata. Ciò era in netto contrasto con la soluzione finale tedesca alla questione ebraica. Ciononostante, Müller affermò che la germanizzazione sarebbe dovuta avvenire senza coercizione e suggerì anzi un sistema di incentivi sociali.
Il 27 settembre 1941 Reinhard Heydrich fu nominato Vice-Protettore del Reich del Protettorato di Boemia e Moravia (la parte della Cecoslovacchia incorporata nel Reich il 15 marzo 1939) e ne assunse il controllo. Il Protettore del Reich, Konstantin von Neurath, rimase il capo titolare ma fu mandato in "congedo" perché Hitler, Himmler e Heydrich ritenevano che il suo "approccio morbido" ai cechi avesse promosso sentimenti anti-tedeschi e incoraggiato la resistenza tramite scioperi e sabotaggi. Al momento della sua nomina, Heydrich disse ai suoi collaboratori: "Germanizzeremo il parassita ceco".
Heydrich venne a Praga per far rispettare le regole, combattere la resistenza al regime nazista e mantenere le quote di produzione di motori e armi cechi che erano "estremamente importanti per lo sforzo bellico tedesco". Considerava l'area come un baluardo del Germandom e condannava le "pugnalate alle spalle" della resistenza ceca.
Nel perseguimento dei suoi obiettivi, Heydrich decretò la classificazione razziale di coloro che potevano e non potevano essere germanizzati. Spiegò: "Trasformare questa spazzatura ceca in tedeschi deve cedere ai metodi basati sul pensiero razzista". Le indagini razziali, condotte con il pretesto della prevenzione della tubercolosi, rilevarono che i cechi erano più nordici dei tedeschi dei Sudeti, deiprussiani orientali e di molti austriaci e bavaresi. Questi risultati furono tenuti segreti. Nel 1940 Hitler convenne che circa la metà della popolazione ceca fosse adatta alla germanizzazione, mentre i "tipi mongoloidi" e l'intellighenzia ceca non dovevano essere germanizzati e dovevano essere "privati del [loro] potere, eliminati e spediti fuori dal paese con ogni sorta di metodo”.
Sotto il Generalplan Ost, i nazisti avevano intenzione di spostare la popolazione non germanizzabile in Siberia. Tuttavia, a causa della necessità di manodopera per lo sforzo bellico, questo piano non fu mai attuato.